# Inglés medio

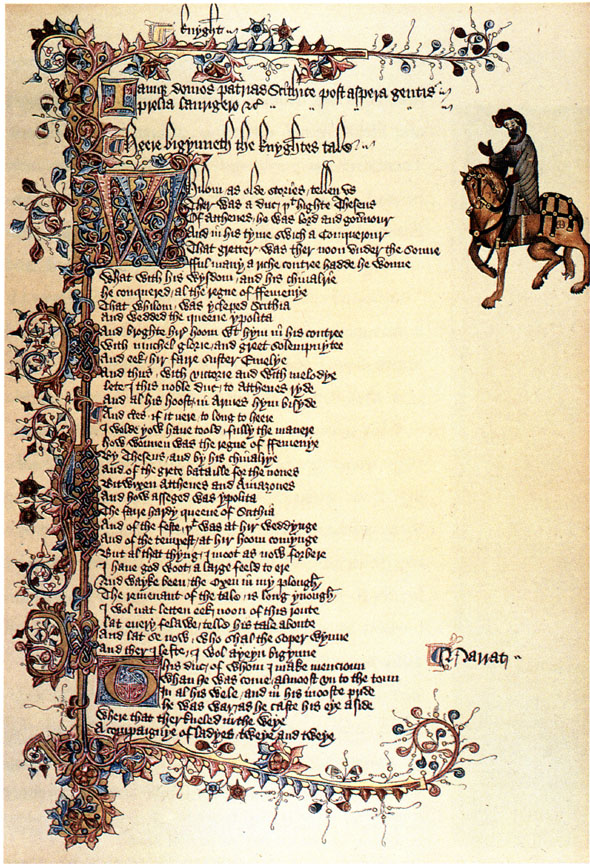
Página del manuscrito de Ellesmere.

Inglés medio (en inglés medio: Inglisch) es el nombre que se da en filología histórica a las diversas formas que adoptó simbólicamente la lengua inglesa hablada en Inglaterra desde finales del siglo XI (se suele señalar la fecha de la conquista normanda de Inglaterra por Guillermo el Conquistador en 1066 por su importancia como símbolo) hasta fines del siglo XV (con la fecha de la introducción de la imprenta en Inglaterra por William Caxton en la década de 1470 como hito). 
Su principal característica es que se trata de una lengua difícil de definir o delimitar, pues fue variando en una rápida transición, en la que pueden apreciarse los diversos cambios que sufrió el idioma a lo largo de los años, en los cuales estuvo sujeto a una fuerte variedad lingüística. 
Además, durante este período, debido a la invasión normanda, el francés era la lengua oficial del reino y el latín el idioma oficial de la iglesia, de modo que el inglés perdió el prestigio del que había gozado anteriormente. Es durante esta época cuando el alfabeto latino sustituyó a la escritura insular característica del inglés antiguo, dando lugar a nuevas grafías, nuevos fonemas y nuevos diptongos heredados del francés. En este contexto, el inglés adquirió mucho léxico del dialecto normando del francés y las declinaciones del inglés antiguo empezaron a desaparecer, convirtiéndose en una lengua más analítica. 
Este período del inglés perduró hasta mediados o finales del siglo XV cuando empezó a propagarse el estándar de la cancillería, una forma de inglés londinense. A este proceso contribuyeron varios factores: la pérdida de Normandía en 1204, que pasó a manos de la monarquía francesa, hecho que impulsó el uso del inglés que se hablaba en la zona de Londres donde se encontraban las Cortes. En la rivalidad entre Inglaterra y Francia durante la Guerra de los Cien Años volvió a identificarse el inglés como el idioma nacional, lo que añadido a la introducción de la imprenta en Inglaterra provocó que el inglés comenzara a propagarse como lengua culta.

## Historia

### La conquista normanda
Eduardo el Confesor murió sin dejar descendencia, por lo que su cuñado, Harold de la casa de Godwin, heredó el trono de Inglaterra. Su reinado, sin embargo, duró menos de 10 meses, pues Guillermo el Conquistador, séptimo duque de Normandía, se rebeló, sosteniendo que tenía mayor derecho a heredar el trono, lo que consiguió tras la Batalla de Hastings en 1066.
La cultura inglesa cambió bajo la influencia normanda, como puede apreciarse en la construcción de iglesias y castillos. Más importante fue la adopción del dialecto normando, que se transformó más adelante en anglonormando, convirtiéndose esta variante del francés en el idioma oficial de la corte. Los seguidores de Guillermo ocuparon los altos cargos civiles y eclesiásticos, y se les premió con propiedades expropiadas a la nobleza inglesa, lo que hizo que se asociara el uso del francés con la nobleza y las clases altas. Los nobles normandos, además, eran terratenientes tanto en Inglaterra como en Normandía, por lo que tenían intereses comerciales a ambos lados del Canal de la Mancha, lo que provocó con el paso de los años que la mayoría de ellos fueran bilingües.
Las convenciones literarias se vieron también modificadas, como puede verse, por ejemplo, en la sustitución de la clásica aliteración anglosajona por la rima en las composiciones poéticas. Durante un largo período Inglaterra fue un país trilingüe: el anglonormando era la lengua culta; el latín, la lengua eclesiástica, además de convivir con el francés en la administración; y el inglés, que seguía siendo la lengua mayoritaria, era la lengua vulgar. Este trilingüismo, unido a la previa corriente de préstamos escandinavos, tuvo un gran impacto en el vocabulario del inglés medio, que puede apreciarse hasta nuestros días. Un ejemplo típico de estos préstamos es el vocabulario referente a los animales de granja y la comida: pig/pork, cow/beef, sheep/mutton y otros pares como: house/mansion, worthy/honourable, bold/courageous; o la triplicación de nombres y adjetivos; por ejemplo, el adjetivo 'real' que puede expresarse de tres maneras diferentes, cada una derivada de una de estas tres lenguas: kingly (anglosajón)/ royal (francés)/ regal (latín).

### El resurgimiento del inglés
A partir del siglo XIII, tras la pérdida del ducado de Normandía, las tensiones provocadas por la rivalidad inglesa y francesa durante la Guerra de los Cien Años convirtieron a ambos países en enemigos. El inglés pasó a ser uno de los símbolos de la identidad nacional, y para aquel entonces aquellos que tenían ascendencia normanda ya se veían a sí mismos como ingleses. En 1233 Enrique III, que quería emular la autocracia de la monarquía francesa, reemplazó a todos sus cortesanos por nobles traídos de Francia, que usurparon los puestos de los duques anglonormandos, incrementando el sentimiento nacionalista en estos y formando un terreno común entre las clases medias y la nobleza. Por otro lado, la llamada Muerte o Peste Negra hizo estragos entre la población campesina del país, la carencia de mano de obra llevó a los campesinos a solicitar mejor retribución y a revueltas como la revuelta campesina de 1381, y la fuerte mortalidad que se daba en los monasterios, habitados por un gran número de gente, provocó que los monjes cultos fallecidos fueran reemplazados por otros monjes recién ordenados, que desconocían las lenguas clásicas. 
Por otro lado, el movimiento lolardo, liderado por John Wycliffe, se ocupó de traducir la Biblia al inglés, mientras en el país se desarrollaba una corriente mística en la literatura, exponentes de lo cual son las obras de Richard Rolle, la anónima La nube del no saber, las revelaciones de Juliana de Norwich y El libro de Margery Kempe. A finales del siglo XIV se revivió el verso aliterativo, con lo cual resurgió la tradición anglosajona anterior en obras como Pedro el Labrador de William Langland, el poema aliterativo "Morte Arthure" o Sir Gawain y el caballero verde. El inglés reemplazó también al francés en los documentos de carácter público y se convirtió en la lengua oficial de la corte nada más se inició el reinado de Enrique IV. En 1362 se empleó por primera vez el inglés para convocar al parlamento.

### Dialectos del inglés medio
Los textos disponibles en inglés medio permiten ver muchas diferencias dialectales según la región de procedencia. Frecuentemente estos dialectos difieren en el grado de avance que presentan algunos cambios fonéticos casi siempre completados en inglés moderno. En términos generales se distinguen tres áreas dialectales principales: Norte, Midlands (occidental y oriental) y Sur (kéntico y sudoccidental). Los dialectos del norte son más conservadores respecto a la fonología, lo que significa que su pronunciación frecuentemente era la más cercana al inglés antiguo, aunque sin embargo, en cuanto a la morfología eran mucho más innovadores que los dialectos del sur.
Entre los cambios fonéticos que difieren en su grado de avance en el norte y en el sur está la palatalización de las antiguas /k, g/ ante vocal anterior que es más frecuente en el sur, por otra parte la palatalización de [s] en [ʃ] es típica del norte. La siguiente table resume algunas características fonéticas y gramaticales típicas de las tres regiones dialectales:
| Sonido / Ortografía       | Norte                     | Midlands            | Sur            |
| Sonido / Ortografía       | sin cambio                | mixto               | cambia a       |
| ------------------------- | ------------------------- | ------------------- | -------------- |
| Palatalización de velares | [k],[ɣ] frankis 'francés' | [k]~[ʧ] [ɣ]~[ʒ]     | [ʧ],[ʒ] french |
| Palatalización de /s/     | [s] sal                   | [s]~[ʃ]             | [ʃ] shal       |
| Abertura [ɑː] > [ɔː]      | [ɑː] ham 'hogar'          | principalmente [ɔː] | [ɔː] home      |
| Cierre [o] > [a]          | -on mon 'hombre'          | on~an               | -an man        |
| Sonorización de /f, s/    | [f], [s]                  | [f], [s]            | [v], [s]       |
| Ortografía: hw-/qu-       | qu-                       | hw-                 | hw-            |
| Morfología y sintaxis  | Norte             | Midlands          | Sur                 |
| ---------------------- | ----------------- | ----------------- | ------------------- |
| Pronombre 3ªP. Pl.     | they (S) them (O) | they (S) them (O) | hi (S) heo (O)      |
| Pronombre 3ªP. Fem.    | she               | she~heo           | heo                 |
|                        | -(e)s             | mixto             | como en inglés ant. |
| Participio de presente | -ande             | -ende             | -ing/-inde          |
| Participio de pasado   | (sin prefijo)     | y-/i-             | y-/i-               |
| Marca de infinitivo    | to/at             | to                | to                  |

## Aspectos formales

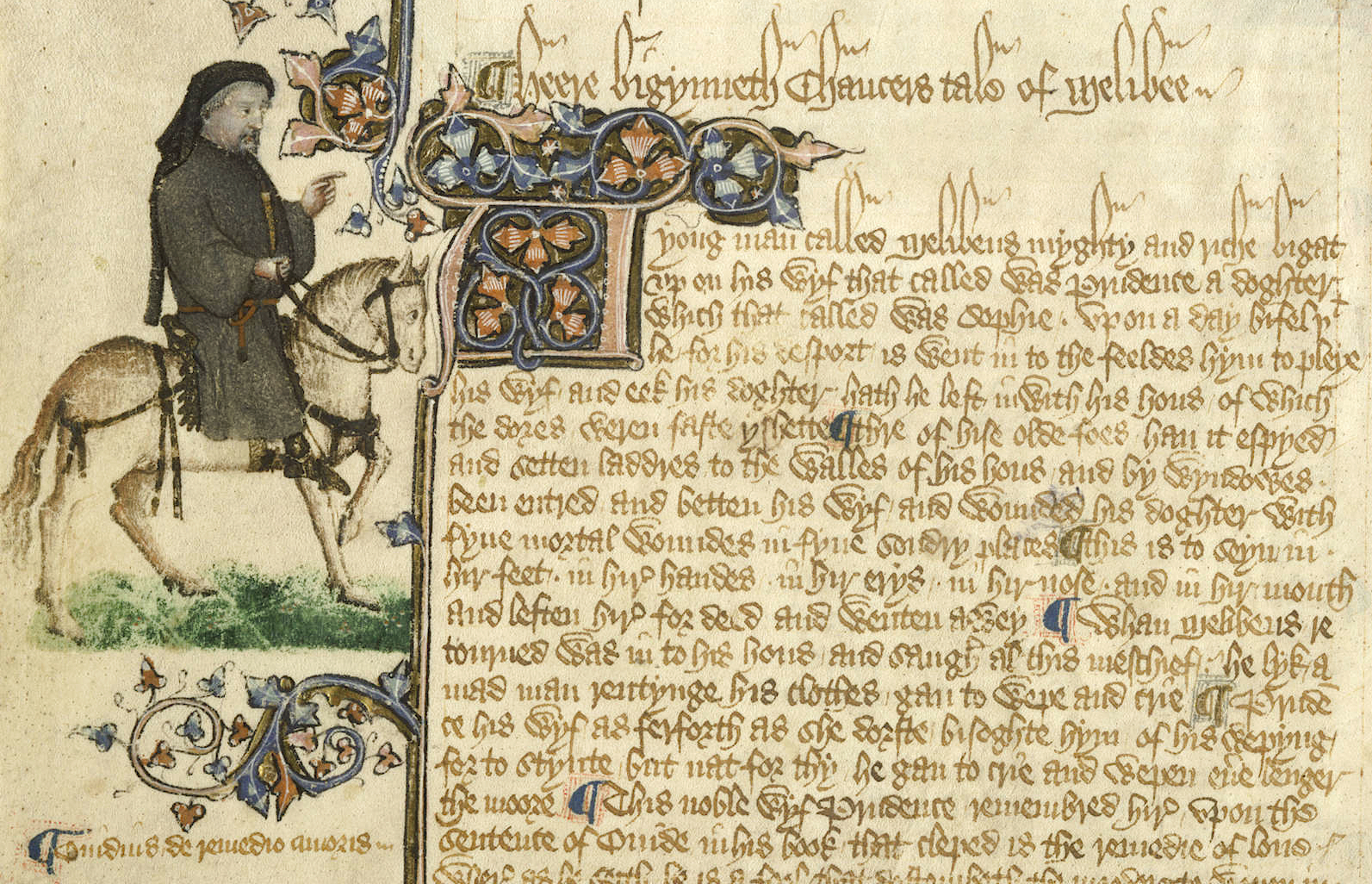
Geoffrey Chaucer representado como peregrino en el Manuscrito Ellesmere.

### Ortografía del inglés medio
Consonantes:
El signo rúnico < þ > (thorn) continuó empleándose hasta el siglo XVII en abreviaturas:  þt (= that) o þe (= the), mientras <ð> cayó en desuso hacia el siglo XIII. Ambas letras son reemplazadas paulatinamente por el dígrafo «th».
El signo rúnico wynn < ƿ >, que representa el sonido AFI [w] se escribe como < u, uu, vv >. Más adelante se empleará «w».
«cƿ» pasa a «qu».
La G insular (ᵹ) adopta la forma carolingia de transcribir el fonema [g]: «G, g» y una adaptación de la primera conocida como yogh «Ȝ» para el fonema [j]. El sonido [ɣ] desapareció en inglés medio, trasformándose en [w] cuando iba precedido de [l] o [r].
cᵹ pasó a «i» en posición inicial y «gg» en medial y final, esta última pasando a ser «dg». «g, ge» se emplearon para préstamos del francés.
«h» servía para representar tanto [h] como [x] y [ç], estas dos últimas podían aparecer también como «Ȝ» y «Ȝh».
El sonido [ʧ], que en inglés antiguo era un alófono de [k], continuó representándose como «c» y a partir del siglo XIII, como «ch», «chch», «cch» y «tch».
[s] puede representarse como «c» ante e o i y como «s».
La [f] y la [v], alófonos en el inglés antiguo, se convierten en fonemas distintos representados por «f» y «v»/«u».
En todos los casos se emplean las consonantes geminadas para indicar que la vocal precedente es corta.

### Fonología

#### Vocales y diptongos
|                                            | Anterior                                         | -                                                | Central                                          | -                                                | Posterior                                        |
| Cerrada                                    | \| i: • u: ɪ • ʊ e: • o: ə ɛ-ɛ: • ɔ-ɔ: a-a: • \| | \| i: • u: ɪ • ʊ e: • o: ə ɛ-ɛ: • ɔ-ɔ: a-a: • \| | \| i: • u: ɪ • ʊ e: • o: ə ɛ-ɛ: • ɔ-ɔ: a-a: • \| | \| i: • u: ɪ • ʊ e: • o: ə ɛ-ɛ: • ɔ-ɔ: a-a: • \| | \| i: • u: ɪ • ʊ e: • o: ə ɛ-ɛ: • ɔ-ɔ: a-a: • \| |
| Casi cerrada                               | \| i: • u: ɪ • ʊ e: • o: ə ɛ-ɛ: • ɔ-ɔ: a-a: • \| | \| i: • u: ɪ • ʊ e: • o: ə ɛ-ɛ: • ɔ-ɔ: a-a: • \| | \| i: • u: ɪ • ʊ e: • o: ə ɛ-ɛ: • ɔ-ɔ: a-a: • \| | \| i: • u: ɪ • ʊ e: • o: ə ɛ-ɛ: • ɔ-ɔ: a-a: • \| | \| i: • u: ɪ • ʊ e: • o: ə ɛ-ɛ: • ɔ-ɔ: a-a: • \| |
| Semicerrada                                | \| i: • u: ɪ • ʊ e: • o: ə ɛ-ɛ: • ɔ-ɔ: a-a: • \| | \| i: • u: ɪ • ʊ e: • o: ə ɛ-ɛ: • ɔ-ɔ: a-a: • \| | \| i: • u: ɪ • ʊ e: • o: ə ɛ-ɛ: • ɔ-ɔ: a-a: • \| | \| i: • u: ɪ • ʊ e: • o: ə ɛ-ɛ: • ɔ-ɔ: a-a: • \| | \| i: • u: ɪ • ʊ e: • o: ə ɛ-ɛ: • ɔ-ɔ: a-a: • \| |
| Media                                      | \| i: • u: ɪ • ʊ e: • o: ə ɛ-ɛ: • ɔ-ɔ: a-a: • \| | \| i: • u: ɪ • ʊ e: • o: ə ɛ-ɛ: • ɔ-ɔ: a-a: • \| | \| i: • u: ɪ • ʊ e: • o: ə ɛ-ɛ: • ɔ-ɔ: a-a: • \| | \| i: • u: ɪ • ʊ e: • o: ə ɛ-ɛ: • ɔ-ɔ: a-a: • \| | \| i: • u: ɪ • ʊ e: • o: ə ɛ-ɛ: • ɔ-ɔ: a-a: • \| |
| Semiabierta                                | \| i: • u: ɪ • ʊ e: • o: ə ɛ-ɛ: • ɔ-ɔ: a-a: • \| | \| i: • u: ɪ • ʊ e: • o: ə ɛ-ɛ: • ɔ-ɔ: a-a: • \| | \| i: • u: ɪ • ʊ e: • o: ə ɛ-ɛ: • ɔ-ɔ: a-a: • \| | \| i: • u: ɪ • ʊ e: • o: ə ɛ-ɛ: • ɔ-ɔ: a-a: • \| | \| i: • u: ɪ • ʊ e: • o: ə ɛ-ɛ: • ɔ-ɔ: a-a: • \| |
| Casi abierta                               | \| i: • u: ɪ • ʊ e: • o: ə ɛ-ɛ: • ɔ-ɔ: a-a: • \| | \| i: • u: ɪ • ʊ e: • o: ə ɛ-ɛ: • ɔ-ɔ: a-a: • \| | \| i: • u: ɪ • ʊ e: • o: ə ɛ-ɛ: • ɔ-ɔ: a-a: • \| | \| i: • u: ɪ • ʊ e: • o: ə ɛ-ɛ: • ɔ-ɔ: a-a: • \| | \| i: • u: ɪ • ʊ e: • o: ə ɛ-ɛ: • ɔ-ɔ: a-a: • \| |
| Abierta                                    | \| i: • u: ɪ • ʊ e: • o: ə ɛ-ɛ: • ɔ-ɔ: a-a: • \| | \| i: • u: ɪ • ʊ e: • o: ə ɛ-ɛ: • ɔ-ɔ: a-a: • \| | \| i: • u: ɪ • ʊ e: • o: ə ɛ-ɛ: • ɔ-ɔ: a-a: • \| | \| i: • u: ɪ • ʊ e: • o: ə ɛ-ɛ: • ɔ-ɔ: a-a: • \| | \| i: • u: ɪ • ʊ e: • o: ə ɛ-ɛ: • ɔ-ɔ: a-a: • \| |
| i: • u: ɪ • ʊ e: • o: ə ɛ-ɛ: • ɔ-ɔ: a-a: • |                                                  |                                                  |                                                  |                                                  |                                                  |

Las vocales del inglés antiguo sufrieron una serie de procesos que produjeron un cambio en la cualidad y en la longitud de algunas de ellas: 
- [ʏ] e [y:] dejan de ser redondeadas, pasando a [ɪ] e [i:].
- [ɑ] y [æ] se fusionan en [a].
- Cierre de [æ:] a [ɛ:] y de [ɑ] a [ɔ].
- Monoptongación de los diptongos [ɛə] a [ɛ], [e:ə] a [e:], [æə] a [æ] ([a]) y [æ:ə] a [æ:] ([ɛ:]).
- En las sílabas átonas las vocales se trasladan hacia el centro y pasan a [ə].

| Diptongos en ɪ | Diptongos en ʊ |
| -------------- | -------------- |
| [æɪ]           | [aʊ]           |
| [ɔɪ]           | [ɔʊ]           |
| [ʊɪ]           | [ɪʊ]           |
|                | [ɛʊ]           |

Al monoptongarse los diptongos heredados se crearon otros nuevos: 
- [ɔɪ], [ʊɪ] <oi,oy> se tomaron prestados del francés.
- Otros diptongos se formaron a través de la vocalización del fonema [j], que precedido de una vocal anterior se convirtió en [ɪ] y del fonema [ɣ], que precedido por vocal posterior pasó a [ʊ].
- Los diptongos [aɪ] y [eɪ] se fusionaron en [æɪ].

#### Consonantes
El inventario consonántico del inglés medio viene dado por:
|                       | Labial              | Dental    | Alveolar         | Alv.-pal.               | Velar       | Labiovelar | Glotal     |
| --------------------- | ------------------- | --------- | ---------------- | ----------------------- | ----------- | ---------- | ---------- |
| Oclusivas / Africadas | /p/ pin             |           | /t/ tente        | /tʃ/ chirche (> church) | /k/ kin     |            |            |
| Oclusivas / Africadas | /b/ bit             |           | /d/ dart         | /dʒ/ brigge (> bridge)  | /ɡ/ good    |            |            |
| Fricativas            | /f/ fool            | /θ/ thank | /s/ sore         | /ʃ/ scip > ship         | /x/ thought | /ʍ/* which | /h/ happen |
| Fricativas            | /v/* vertu > virtue | /ð/ then  | /z/* Zephirus    |                         |             |            |            |
| Nasales               | /m/ map             |           | /n/ nap          |                         | /ŋ/* song   |            |            |
| Aproximantes          |                     |           | /l/ lay /r/ rage | /j/ yelwe               |             | /w/ weep   |            |

Los fonemas /v, z, ʍ, ŋ/ fueron inicialmente meras realizaciones alofónicas de otros fonemas o sonidos que sólo aparecían en préstamos, por lo que inicialmente no eran parte del inventario en el inglés medio más antiguo pero sí del inglés medio posterior. La mayoría de /v-/ en posición inicial son préstamos del francés, mientras que muchas /z-/ iniciales son préstamos adaptados del griego.

#### Evolución fonética hacia el inglés moderno
Los principales cambios fonéticos en el paso del inglés medio al inglés moderno están relacionados con las vocales. Toda una serie de cambios relacionados conocidos como great vowel shift alteraron profundamente la cantidad y la cualidad de las vocales del inglés. Este cambio se prolongó durante unos tres siglos y afectó en tiempos diferentes a diferentes vocales. La siguiente tabla muestra un resumen de las diferentes vocales:
| Ortografía moderna | 1400 | 1500 | 1600 | 1700  | Actuala |
| ------------------ | ---- | ---- | ---- | ----- | ------- |
| i (ice)            | iː   | ej   | ɛj   | aj    | aj      |
| ee (meet)          | eː   | iː   | iː   | iː    | iː      |
| ea (meat/great)    | ɛː   | ɛː   | ej   | iː/ej | iː/ej   |

a: Se refiere al alófono o pronunciación más frecuente.

### Gramática
El inglés medio tiene una flexión muy reducida comparada con el inglés antiguo, que es altamente flexivo. También en esta época se consolida el uso del artículo. El sistema pronominal sufre importantes cambios:
- Los pronombres de tercera persona plural que empezaban por h- son substituidos por formas con th- inicial. Estas formas empezaron como variantes dialectales en el norte, particularmente en la región que había sufrido el mayor influjo de pobladores escandinavos, y se generalizaron hacia el sur. En las siguientes oraciones se muestra el uso en inglés medio temprano (1a), en inglés medio tardío (1b) y el uso en inglés medio septentrional:

(1a) wat heo ihoten weoren & wonene heo comen (Brut de Layamon, 8)
what they were called and from-where they came (inglés moderno)
'cómo fueron llamados y desde dónde venían'
(1b) That hem hath holpen whan that they were seeke (Canterbury tales prologue, 18)
which helped them when they were ill (inglés moderno)
'que los ayudaron cuando estaban enfermos'
(1c) Ran and ouertook tham thare (Cursor Mundi, 4900)
[He] ran and overtook them there (inglés moderno)
'Corrió y los alcanzó allí'

## Estándar de la cancillería
El estándar de la cancillería (the Chancery Standard (CS)) fue una forma escrita del inglés usada por la burocracia del gobierno y para otros propósitos especiales desde finales del siglo XIV. Se cree que contribuyó de una forma significativa al desarrollo del inglés moderno.
A causa de los diferentes dialectos del inglés hablado y escrito a lo largo del país en aquella época, el gobierno necesitaba una forma clara y sin ambigüedades para el uso en sus documentos oficiales. Este se desarrolló durante el reinado del rey Enrique V (1413 a 1422) en respuesta a su orden para su cancillería (oficiales del gobierno) de usar, como él mismo, el inglés más que el anglonormando o el latín. Se volvió ampliamente estandarizado alrededor de la década de 1430.
A mediados del siglo XV, CS se usó para la mayoría de propósitos oficiales, excepto en la Iglesia (que usaba el latín) y algunos asuntos legales (que usaban el francés y algo de latín). Se diseminó alrededor de Inglaterra por los burócratas en los negocios oficiales, y lentamente ganó prestigio.

## Ejemplo
Comienzo del prólogo general de los Cuentos de Canterbury:
| Original: Whan þat Aprill with his shoures sote Þe droghte of Marche haþ perced to the rote, And baðed euery veyne in swich licour, Of which vertu engendred is þe flour; Whan Zephirus eek with his swete breeþ Inspired haþ in euery holt and heeþ Þe tendre croppes, and the yonge sonne Haþ in the Ram his halfe course yronne, And smale fowles maken melodye, That slepen al the niȝt with open ye— So prikeþ hem Nature in hir corages— Þan longen folk to goon on pilgrimages, And palmeres for to seken straunge strondes, To ferne halwes, couthe in sondry londes; And specially, from euery shires ende Of Engelond to Caunterbury þey wende, The holy blissful martir for to seke, Þat hem haþ holpen, whan þat þey were seke. Traducción al inglés moderno: When that April with its showers sweet The drought of March has pierced to the root And bathed every vein in such liqueur Of which virtue engendered is the flower, When Zephyrus also with his sweet breath Inspired has in every holt and heath The tender crops, and the young sun Has in the Ram his half course run, And small fowls make melody That sleep all the night with open eyes, So pricks them nature in their hearts, Then long folk to go on pilgrimages, And palmers for to seek strange strands To far shrines known in sundry lands, And specially from every shires’ end From England to Canterbury they went The holy blessed martyr for to seek That them has helped when that they were sick. Traducción al español: Cuando aquel abril con sus dulces lluvias la sequía de marzo atravesó hasta la raíz y bañó toda veta en ese licor, del cual la virtud engendrada es la flor; cuando Céfiro también con su dulce soplo inspiró todo holt y brezo las tiernas mieses, y el joven Sol en Aries su primera carrera corrió, y las avecillas entonan melodías que adormecen toda la noche con ojos abiertos, pues así las pica la naturaleza en sus corazones, entonces por mucho tiempo el pueblo va en peregrinaciones, y los palmeros a buscar rosarios extraños a santuarios lejanos conocidos en diversas tierras, y especialmente de todos los condados de Inglaterra a Canterbury se dirigen al santo mártir bendito para buscar al que los ayudó cuando estuvieron enfermos. |